# John Pople
John Anthony Pople (1925 – 2004) là nhà hóa học người Anh. Ông cùng với Walter Kohn giành Giải Nobel Hóa học năm 1998. Công trình đã giúp ông có vinh dự đó là nghiên cứu và phát triển các phương pháp tính toán trong hóa học lượng tử. Đây là điều rất thú vị và không phải ai cũng làm được, bởi John Pople đã sử dụng công cụ của toán học để giải quyết vấn đề của hóa học. Về bản chất, hóa học là môn khoa học thực nghiệm, còn toán học là môn khoa học lý thuyết. Thế nên ta tìm được rất mối quan hệ giữa chúng (có lẽ chính vì thế mà Alfred Nobel, người có ý tưởng về Giải Nobel và lập ra giải, thấy ít tác dụng của toán học, nên không cho toán học vào danh sách các lĩnh vực trao giải(đây là thuyết được nhiều người ủng hộ để giải thích tại sao không có giải Nobel cho toán học vì nó mang tính khách quan)). Vậy mà Pople đã sử dụng toán học để phát triển các sơ đồ nghiên cứu các phân tử mà không cần thí nghiệm thì quả là khó ai làm được.